# Esther Elisa Agelán Casasnovas
Esther Elisa Agelán Casasnovas (nacida en Santo Domingo) es una jueza Dominicana especialista en prevención del ciberacoso, otrora miembro (2019–2021) de la Suprema Corte de Justicia de la República Dominicana. Es directora regional para América Latina y el Caribe de la Asociación Internacional de Mujeres Juezas. Es además directora de Agelán Casasnovas Consultoría Jurídica.

## Trayectoria judicial
Agelán Casasnovas ingresó a la carrera judicial en 1998 como jueza de paz para asuntos municipales de Villa Mella. Posteriormente, ocupó posiciones como jueza de la instrucción y presidente del primer y tercer tribunal colegiado del Distrito Nacional.
En 2005, fue designada como jueza de la sala penal de la corte de apelación del Distrito Nacional, donde conoció casos relevantes como el juicio por difamación e injuria incoado contra Marino Vinicio Castillo (Vincho) por el senador perredeísta Hernani Salazar, y el proceso contra los implicados en el caso Odebrecht.
En 2019, fue ascendida a jueza miembro
de la segunda sala penal
de la Suprema Corte
de Justicia, cargo que desempeñó hasta su retiro voluntario en 2021.

## Academia
Agelán Casasnovas también se ha desempeñado como catedrática en la Pontificia Universidad Católica Madre y Maestra (PUCMM) en la materia de Derecho Penal. En esta institución académica ha impartido clases a estudiantes de pregrado y postgrado, así como a profesionales del derecho que buscan actualizar sus conocimientos. Además, ha participado en diversas actividades de extensión y difusión del derecho penal, como conferencias, seminarios y talleres.

## Reconocimientos
Agelán Casasnovas ha sido reconocida por su trayectoria profesional y académica, así como por su contribución al fortalecimiento del sistema judicial dominicano. Entre los reconocimientos que ha recibido se encuentran:
- El reconocimiento de la Asociación de Jueces y Juezas de la República Dominicana (AJURD) por su legado en el Poder Judicial y su labor como presidenta de dicha asociación y directora regional para América Latina y el Caribe de la Internacional Association of Women Judges (IAWJ).[8]

## Publicaciones o conferencias
Agelán Casasnovas ha participado en diversas publicaciones o conferencias relacionadas con el derecho penal, procesal penal y constitucional. Algunas de ellas son:
- "Mujeres Víctimas e Infractoras de Delitos Patrimoniales", cátedra virtual organizada por la Red Iberoamericana de Escuelas Judiciales (RIAEJ) en 2020.[9]

- "La prueba ilícita y su exclusión en el proceso penal", artículo publicado en la Revista Jurídica del Poder Judicial en 2017.[10]

- "El control de convencionalidad y constitucionalidad como garantía del debido proceso", ponencia presentada en el XIX Encuentro Iberoamericano de Magistradas y Magistrados de Cortes y Tribunales Supremos de Justicia celebrado en Paraguay en 2016.[11]